# Stelle principali della costellazione del Pittore
Segue un prospetto delle stelle principali della costellazione del Pittore, elencate per magnitudine decrescente.